# Herbert Witzel
Herbert Witzel (* 8. Februar 1924 in Nieder-Mörlen; † 1. September 1996 in Münster) war ein deutscher Professor für Biochemie an der Universität Münster.
Witzel studierte ab 1948 Chemie und Medizin an der Philipps-Universität Marburg, an der er 1951 sein Chemiediplom erhielt, 1954 das medizinische Staatsexamen ablegte und 1956 bei Karl Dimroth in Biochemie promoviert wurde (Dinucleosidphosphate aus wismutkatalysierten Hydrolysen von Hefenucleinsäure). Zuvor war er dort schon 1954 in Medizin promoviert worden (Das Säure-Basen-Gleichgewicht in seiner klinischen Bedeutung und Erfaßbarkeit). 1954 wurde er Assistent an der Medizinischen Klinik in Marburg bei Hans Erhard Bock und 1955 erhielt er seine Approbation als Arzt. Im selben Jahr wurde er Assistent am chemischen Institut in Marburg und begann dort seine Doktorarbeit zur Chemie der Nukleinsäuren. 1960 habilitierte er sich in Marburg in Biochemie und wurde Privatdozent. Von 1961 bis 1962 war er am Viruslabor der University of California, Berkeley tätig. Er wurde 1962 Dozent, 1966 außerplanmäßiger Professor für Biochemie in Marburg und 1971 ordentlicher Professor für Biochemie in Münster, wo er Direktor des Instituts für Biochemie war. 1989 wurde er emeritiert, blieb aber bis zu seinem Tod weiterhin wissenschaftlich aktiv.
In Marburg führte er 1970 biochemische Praktika ein und das Fach Biochemie als Wahlpflichtfach der Diplomprüfung für Chemiestudenten.
Er befasste sich mit neuartigen Nukleotiden, Ribonukleasen und Enzym-Mechanismen.
Zu seinen Doktoranden gehören Hans Günter Gassen, Helga Rübsamen-Schaeff und Michael Petz. Zu seinen Mitarbeitern gehörte zuletzt auch Annette Rompel (Professorin in Wien).

## Schriften
- mit Dieter Berg: Untersuchungen zur enzym-katalysierten Spaltung von Phosphorsäurediestern durch eine Nuclease aus sinapis alba, Forschungsberichte des Landes Nordrhein-Westfalen, Westdeutscher Verlag 1976.
- mit Walter Storkebaum: Untersuchung der enzymatisch-katalysierten Spaltung von Phosphorsäuretriestern,  Forschungsberichte des Landes Nordrhein-Westfalen, Westdeutscher Verlag 1975.